# جميع المسوقون كاذبون
جميع المسوقون كاذبون: القوة في سرد القصص الأصيلة في عالم منخفض الثقة، (2005) انه الكتاب السابع الذي تم نشره من قبل سيث جودين، والثالث في سلسلة من الكتب عن التسويق في القرن الحادي والعشرين، بعد بربل كاو والجائزة المجانية في الداخل.

## خلفية
قال جودين إن الإلهام جاء إليه عندما «شاهد الديمقراطيين يخسرون الانتخابات [عام 2004]». وذكر أنه على الرغم من أن كلا من المرشحين قائلين للأكاذيب، ولكن المرشح الفائز هو الذي قال الكذبة الأكثر تصديقًا. على وجه الخصوص، انه لاحظ قدرة كارل روف على اخبار القصة، ملاحظا بأنه «كاذب جيد جدًا». 

## وصف
يستخدم جميع المسوقون كاذبون أمثلة من مجالات مثل المنتجات العضوية ومنطاد جوديير وكولد ستون لتوضيح قوة تسويق قصة حقيقية. من غلاف الكتاب:
«يسرد جميع المسوقين القصص. وإذا فعلوا ذلك بشكل مناسب، فنحن نصدقهم. نعتقد أن طعم النبيذ أفضل في كأس 20 دولارًا من طعمه في كأس 1 دولار. نعتقد أن سيارة بورش كايين 80.000 دولار متفوقة بحد كبير على سيارة فولكس فاجن طوارق بقيمة 36.000 دولار، حتى لو كانت نفس السيارة فعليا. نعتقد أن 225 دولارًا من بوماس ستجعل أقدامنا تشعر بتحسن - وتبدو أكثر برودة - من 20 دولارًا بدون ذكر أسماء. . . والتصديق بذالك يجعله حقيقة».
يستخدم جودين فكرة أن المستهلكين لن يؤمنوا بما يريدون تصديقه ولكن أيضًا ما يريد المسوقون منهم لتصديقه. يتم التعبير عن فكرة عدم وجود «الحقيقة الذاتية ا» في المقدمة.
«هذا هو النصف الأول من التلخيص البسيط: نحن نؤمن بما نريد أن نصدقه، وبمجرد أن نصدق شيئًا ما ذات مرة، يصبح حقيقة ذاتية.» 
يدعي جودين أن المسوقين في الحقيقة ليس من المفروض أن يكذبوا. يعبّر جودين عن أن المسوقين يجب أن يكونوا ساردين للقصص - لكنهم صادقون. من الصفحة السادسة عشرة في التمهيد:
«هذا هو الجزء الثاني من التلخيص: عندما تكون مشغولاً بسرد القصص للأشخاص الذين يرغبون في سماعها، فسوف تميل إلى سرد القصص التي لا تصمد. الأكاذيب. الخداع. كان هذا النوع من سرد القصص معتاد للعمل بشكل جيد. أصبح جو مكارثي مشهورا عندما كان يكذب بشأن» التهديد الشيوعي«. حققت شركات المياه المعبأة المليارات بينما تكذب بشأن نقاء منتجاتها مقارنة بمياه الصنبور في العالم المتطور. الشيء هو أن الكذب لم يعد يؤتي ثماره على كل حال.هذا لأنه عندما تقوم بتلفيق قصة لا تصمد أمام التدقيق، يتم الإمساك بك بسرعة» 
تبعا إلى قيادته، فإن عنوان كتاب جودينهو كذبة. لقد كتب في المقدمة:
«لم أكن صادقًا معك بشكل كامل عندما سميت هذا الكتاب. المسوقون ليسوا كاذبين. هم مجرد ساردين للقصص. . . كنت أحاول الذهاب إلى الهوامش. لا أحد يكره كتابًا يسمى كل المسوقين رواة القصص. لا أحد سيختلف معه. ولن يتحداني أحد في ذلك. لن يتحدث أحد حول ذلك».

## الصحافة والمراجعات
تم إجراء تسلسل قبل نشر كتاب جميع المسوقون كذابون في مجلة فورتشن. لقد احتلت المرتبة 100في قائمة الكتب أفضل الأكثر مبيعًا في أمازون، وتلقت الصحافة في ميامي هيرالد ونيويورك تايمز وشيكاغو تريبيون.   أطلق غودين أيضًا مدونة لدعم الكتاب، والتي كانت نادرة إلى حد كبير في ذلك الوقت.  